# Triumph Model 6/1
Het Triumph Model 6/1 was een 650cc-motorfiets die het Britse merk Triumph produceerde van 1934 tot 1936.

Het Model 6/1 was het zwaarste model dat Triumph ooit had gebouwd, en ook de eerste tweecilinder.

## Voorgeschiedenis
Sinds het plotseling overlijden van Charles Hathaway in 1915 had Triumph geen echte motorontwerper meer gehad. Mede-oprichter Mauritz Johann Schulte deed nog wat ontwerpwerk, maar hij vertrok in 1919 na onenigheid met Siegfried Bettmann. Harry Ricardo en Frank Halford hielpen bij de ontwikkeling van de Triumph Ricardo, maar veel modellen werden bedacht door ingenieurs van de Triumph-autoafdeling. Het Triumph Model LS, ontworpen door auto-constructeur Frank Parnell, flopte omdat de ergonomische verhoudingen niet klopten. Daarna hield Arthur Sykes zich vaak bezig met de motorfietsontwerpen. Sykes was ook verantwoordelijk voor de modellen van 1931, maar maakte een paar ontwerpfouten. Minder belangrijk was zijn "Triumph Patent Clean Bar" met in het stuur verborgen kabels, die voor een modern uiterlijk zorgden, maar die bij kabelbreuk moeilijk te repareren waren. Hij bouwde het oliereservoir aan de voorkant van het carter, maar de bijbehorende oliepomp bleef problemen veroorzaken. Zijn laatste 500cc- en 550cc-modellen waren de Triumph Silent Scouts, die hun naam dankten aan het ingesloten en daardoor stillere kleppenmechanisme. Zij kwamen in 1931 op de markt.

### Val Page
Pas in 1932 kwam er weer een echte motorconstructeur, Valentine "Val" Page, die bij Ariel onder eigenaar Jack Sangster als supervisor had samengewerkt met Edward Turner en leermeester was van Bert Hopwood, maar die ook al de zware JAP-V-twins voor de Brough Superiors had ontworpen. Page had met Turner samengewerkt aan de 500cc-Ariel Square Four-viercilinder. Min of meer als experiment hadden ze samen het voorste cilinderblok verwijderd zodat er een 250cc-paralleltwin overbleef. Ze experimenteerden zelfs met een 180°-krukas, maar met een 360°-krukas liep de motor zo goed met een enkele carburateur, dat Page zich afvroeg waarom ze zo hard werkten aan een viercilinder. Wellicht ontsprong daar het idee om een zware paralleltwin te ontwikkelen. Val Page maakte bij zijn komst bij Triumph korte metten met de slopers, die uit de mode begonnen te raken. In 1934 introduceerde hij een groot scala van modellen van 250- tot 650 cc. Hij gaf zijn modellen wel tamelijk onbegrijpelijke modelnamen:
- Model 2/1: 250cc-eencilinderkopklepper
- Model 2/5: 250cc-eencilinderkopklepper
- Model 3/1: 350cc-eencilinderzijklepper
- Model 3/2: 350cc-eencilinderkopklepper
- Model 3/5: 350cc-eencilinderkopklepper
- Model 5/1: 550cc-eencilinderzijklepper
- Model 5/2: 500cc-eencilinderkopklepper
- Model 5/3: 500cc-eencilinderkopklepper
- Model 5/4 De Luxe: 500cc-eencilinderkopklepper
- Model 5/5: 500cc-eencilinderkopklepper
- Model 6/1: 650cc-tweecilinderkopklepper

Technisch waren zijn modellen zeer goed, maar Page was meer constructeur dan ontwerper en uiterlijk waren ze niet erg aansprekend. Dat veranderde pas toen Jack Sangster de motorfietsproductie van Triumph in 1936 kocht en Bert Hopwood en Edward Turner meebracht.

## Model 6/1

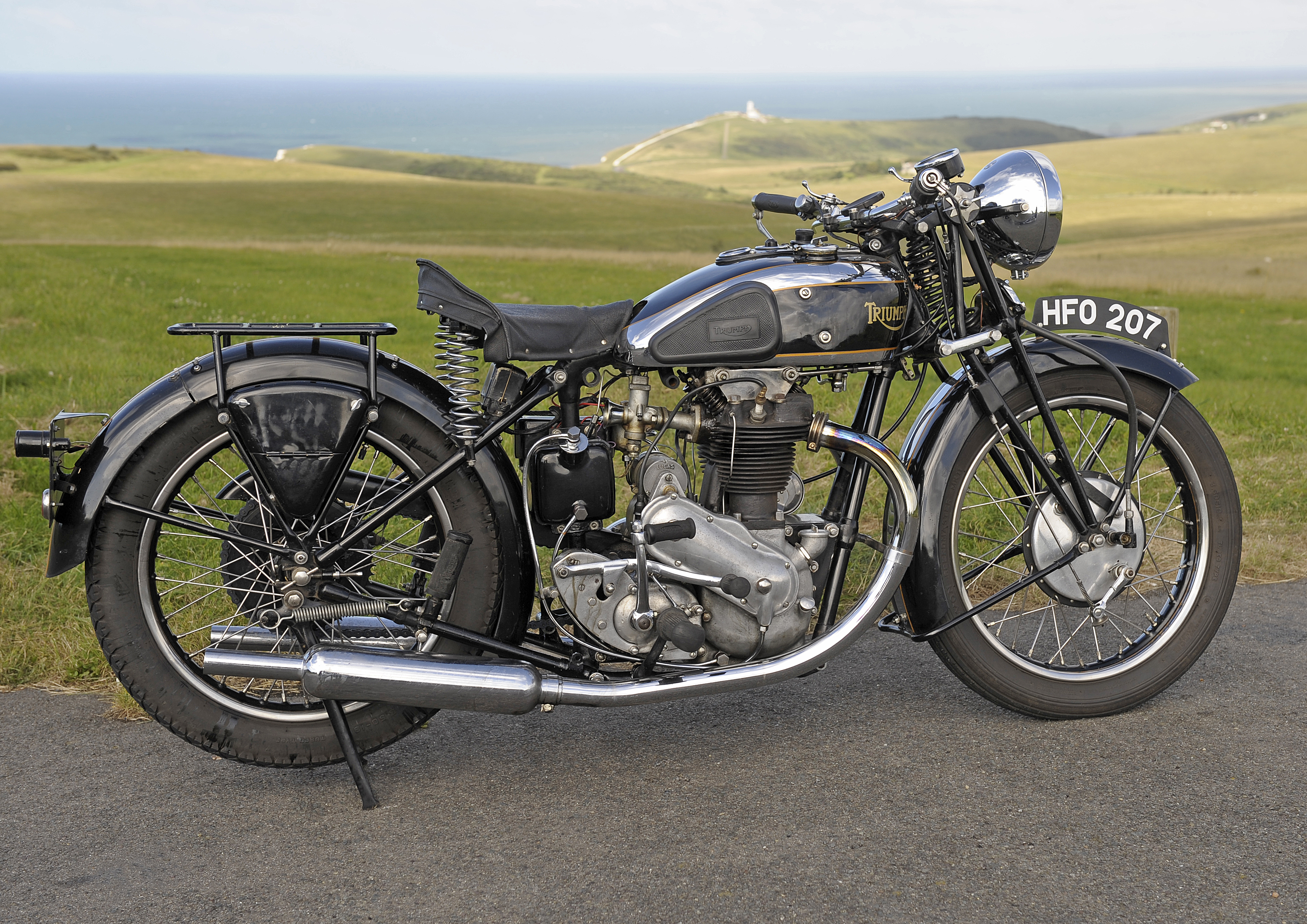

Het Model 6/1 dat eind 1933 werd gepresenteerd voor het modeljaar 1934, was dus Triumphs eerste paralleltwin, het motortype dat later vrijwel synoniem zou worden met het merk. Hoewel het een kopklepmotor had, was het feitelijk bedoeld als sportieve, snelle zijspantrekker, naast de 550cc-eencilinderzijklepper Model 5/1 die voor toeristisch ingestelde rijders bedoeld was. De prestaties waren uitstekend. Al eind 1933 werd verkoopmanager Harry Perry met een Model 6/1 met een Triumph Gloria-zijspan tweede in de International Six Days Trial. Hij miste de overwinning door tijdverlies om een lekke band te repareren. Vervolgens ging het team naar het Brooklands circuit was ze en 498 minuten 800 kilometer aflegden. Daarmee won Triumph de Maudes Trophy voor betrouwbaarheid. Toch resulteerde het niet in grote verkoopaantallen. Schattingen lopen uiteen van 100 tot 600 gebouwde exemplaren in het tweejarige bestaan van het Model 6/1. Het was een typische Page-constructie: sterk en betrouwbaar, maar niet mooi afgewerkt. Bovendien was de zijspanmarkt op haar retour door de opkomst van kleine auto's als de Morris Eight, de Austin Seven en Triumph's eigen Triumph Super 9. Daar kwam nog bij dat de markt bol stond van de zijspantrekkers. Associated Motor Cycles, een samenwerkingsverband van AJS, Matchless en Sunbeam, leverde de 500cc-modellen Matchless Model 36/D5 en AJS Model 36/9 en de 1.000cc-V-twins Matchless Model 36/X4 en AJS Model 36/2, BSA de 500cc-W6, de 600cc-M10 en de 750cc-Y 13 en dan waren er nog de P&M Panther-eencilinders die allemaal als zijspantrekker te boek stonden.

### Motor
De motor was een dwarsgeplaatste, luchtgekoelde paralleltwin met een boring van 70 mm en een slag van 84 mm, waardoor de cilinderinhoud 646,5 cc bedroeg. Ten opzichte van de "oude" Triumphs bracht Val Page een behoorlijk aantal wijzigingen aan. Zo bracht hij een 4liter-olietank onder het zadel aan ter vervanging van het aparte compartiment aan de voorkant van het carter met de oliepomp die vaak problemen had gegeven. Hij gaf de machine slechts een enkele nokkenas, die achter het cilinderblok lag. Die constructie zou hij later ook bij BSA gaan gebruiken (de laatste BSA-twin, de A70L uit 1972, had deze constructie nog steeds). De 360°-krukas draaide achteruit omdat de primaire transmissie door twee tandwielen werd verzorgd. Een tweede typische Page-constructie was de plaatsing van de magdyno achter de cilinders. Die werden aangedreven door een tandwieltrein achter een vleugelvormig deksel. Die magdyno werkte als ontstekingsmagneet en tegelijk als dynamo. De brandstofvoorziening werd verzorgd door een enkele Amal 276-carburateur met een doorlaat van 1 inch. De motor had een dry-sump-smeersysteem. Ze had twee aparte gietijzeren cilinderkoppen, maar de kleppen lagen enigszins ouderwets in de buitenlucht (bij Page's andere Triumphs lagen de kleppen ingesloten zodat ze niet apart gesmeerd hoefden te worden). De motor leverde 25 pk bij 4.500 tpm. Het blok hing iets meer rechts in het frame om de secundaire aandrijving (ketting) in lijn te krijgen.

### Transmissie
Op de linkerkant van de krukas zat het vliegwiel en het eerste tandwiel van de primaire aandrijving. Dit dreef echter niet de gebruikelijke ketting aan, maar een tweede tandwiel. Hierdoor kwamen de meervoudige natte plaatkoppeling en de vierversnellingsbak in het motorblok te liggen, een zgn. unit construction. Omdat het tweede tandwiel de draairichting omkeerde, draaide de krukas achteruit. De versnellingsbak, waar ook de kickstarter op zat, was aanvankelijk handgeschakeld, maar in 1935 kreeg de machine voetschakeling. Het achterwiel werd door een ketting aangedreven.

### Rijwielgedeelte
Het open brugframe, dat Triumph al sinds 1905 gebruikte, werd door Val Page op alle modellen vervangen door een dubbel wiegframe. Ook de Triumph-patent Webbvork zonder demping werd vervangen door een Girder met een frictie-stuurdemper en een frictie-schokdemper. Beide wielen hadden gekoppelde 8 inch-trommelremmen.

### Uitrusting
De uitrusting van het Model 6/1 was zeer uitgebreid. Voor 77 pond kreeg de klant een uitgebreid instrumentenpaneel op de tank, dat een ampèremeter, een lichtschakelaar, een contactschakelaar en een dim/grootlichtschakelaar bevatte. De snelheidsmeter zat op het stuur en op het kettingschermpje zat een bandenpompje. De tank was verchroomd met zwarte vlakken. Het kastje voor het boordgereedschap zat aan de bovenkant van het achterspatbord. Er was een bagagerek en een goed geveerd zweefzadel omdat achtervering ontbrak. Het Triumph Model 6/1 was in 1934 de duurste Britse motorfiets op de markt.

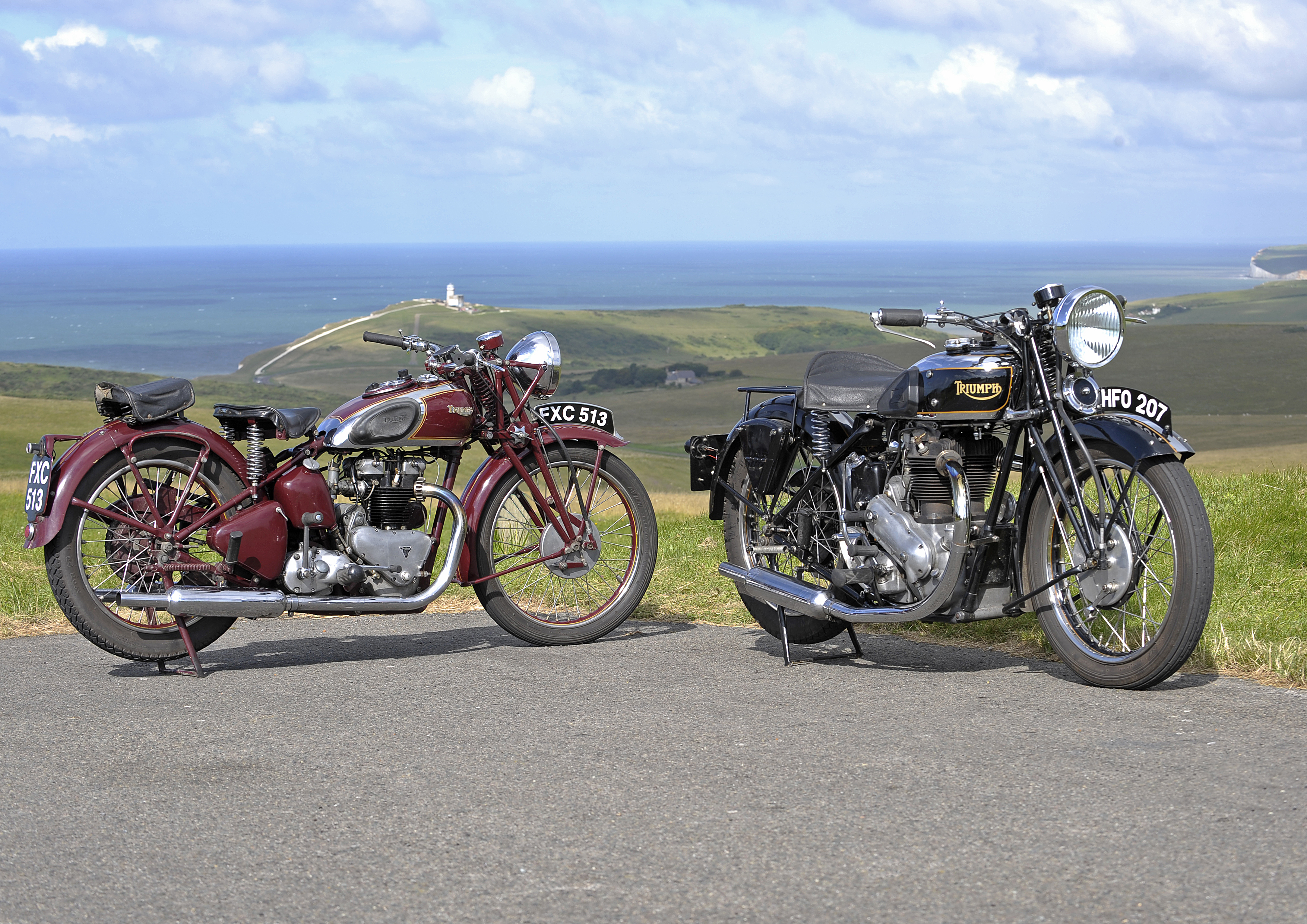
Vooral het motorblok van de Triumph Speed Twin (links) was veel mooier afgewerkt dan dat van het Model 6/1 (rechts)

## Einde productie
Het Model 6/1 ging na 1936 uit productie. De machine was bedoeld voor sportieve zijspanrijders, maar die waren er niet zoveel. Solo voldeed het Model 6/1 uitstekend, maar sportieve rijders konden voor veel minder geld het Triumph Model 5/5 kopen, dat met zijn hoge compressie zuiger, "hete" nokkenas en gepolijste in- en uitlaatpoorten nog sportiever was een ook kon worden ingezet in clubmanraces. Daar kwam nog bij dat Edward Turner en Bert Hopwood de leiding van Triumph overnamen. Voor Turner was de zaak persoonlijk: hij vond dat Page het idee gestolen had. Hij verving d de machine feitelijk door twee andere. Voor de zijspanrijders de tamelijk eenvoudige 600cc-eencilinderzijklepper Triumph De Luxe 6 S en voor de sportieve rijders de Triumph Speed Twin, een 500cc-paralleltwin die de sensatie van eind 1936 werd, omdat hij 27 pk leverde en slechts 74 pond kostte en bovendien veel mooier afgewerkt was dan het Model 6/1. Het was ook een tegenvaller voor Val Page, die bij BSA zijn topmodel M23 Empire Star met iets meer dan 22 pk op dezelfde show presenteerde.